# Rainbow Ruby
 (avril 2017).
Rainbow Ruby (id. ; coréen : 레인보우 루비 ; chinois : 彩虹宝宝) est une série télévisée d'animation produite par 38°C Animation Studio et CJ E&M Corporation en Corée du Sud, China Entertainment Corporation en République populaire de Chine, et DHX Media au Canada, en 2016. 
En France, la série a été diffusée d'abord sur Piwi+ à partir du 1er mai 2017. Au Québec, la version française de la série est diffusée à partir du 9 avril 2018 sur Télémagino.

## Personnages
- Ruby (VO : Alyssya Swales) : l'héroïne du dessin animé, petite fille joviale et optimiste aux cheveux rouges. Elle se rend au village rainbow avec son parapluie et sa valise pour arborer un métier et aider les habitants.
- La mère et le père de Ruby : les parents de Ruby, qui sont toujours très gentils avec cette dernière.
- Choco : l'ourson en peluche de Ruby, dont le cœur clignote avec une petite mélodie lorsque les villageois de Rainbow ont besoin d'elle. Il ne parle pas à haute voix mais chuchote aux oreilles de Ruby.
- Gina (VO : Shannon Chan-Kent) : une petite fille pirate en bois qui pilote un navire volant.
- File au vent (anglais : Thunderbell VO : Brian Drummond) : un lapin en peluche qui se déplace à trottinette.
- Ling Ling (VO : Johnny Yong Bosch) : éléphant en peluche et maire du village Rainbow. Il vient toujours accueillir Ruby lorsqu'elle débarque au village Rainbow.
- Princesse Kiki (anglais : Princess Kiki VO : Olivia Charles) : une petite princesse de porcelaine très distinguée.
- Monsieur Paresseux (anglais : Mr. Sloth VO : Johnny Yong Bosch) : un paresseux en peluche qui dort la plupart du temps et porte un canari en bois sur la tête.
- Chirpee : un canari en bois de Monsieur Paresseux.
- Ellie : un petit mouton en peluche qui s'illumine et bêle quand elle parle.
- Jessy (VO : Kate Davis) : un bébé poupée de chiffon.
- Daisy : un biche faon petit rose qui est l'animal de compagnie de Jessy.
- Félicia (anglais : Felicia VO : Olivia Charles) : une petite fée espiègle et reine de cache cache.
- Page (anglais : Paige VO : Kate Davis) : une fille en papier qui adore la mode.
- Les illuminés (anglais : Poppies) : de tout petits blobs colorés qui ne parlent pas.

## Distribution

### Voix françaises
- Elsa Poisot : Ruby
- Didier Colfs : Ling Ling
- Mélanie Dermont : Geena
- Jean-Paul Clerbois : Filovent, Thunderbell
- Elisabeth Guinand : Princesse Kiki
- Pierre Bodson : M. Sloth
- Marie Du Bled : Ellie, Jessy
- Ludivine Deworst : Felicia
- Sophie Frison : Paige, Maman
- Maxime Van Santfoort : Papa

## Épisodes
| №  | #  | Titre | Scénaristes                                          | Première diffusion en France (Piwi+) | Première diffusion de VF au Canada (Télémagino) |
| -- | -- | --- | ---------------------------------------------------- | ------------------------------------ | ----------------------------------------------- |
| 1  | 1  | Qui fait ce bruit monstre ? / Rainbow Ruby danseuse étoile anglais : Ruby's Ranger Adventure / The Show Must Go On       | - Kati Rocky - Phil Harnage                          | 1er mai 2017                         | 9 avril 2018                                    |
|    |    | |                                                      |                                      |                                                 |
| 2  | 2  | Des chaussures pour tout le monde / Séance photo anglais : Shoe Crazy / Picture This                                     | - Kati Rocky - Sharon Soboil                         | 1er mai 2017                         | 10 avril 2018                                   |
|    |    | |                                                      |                                      |                                                 |
| 3  | 3  | À votre service / Une pluie d'enfer anglais : At Your Service / A Hard Rain                                              | - Kati Rocky - Phil Harnage                          | 2 mai 2017                           | 11 avril 2018                                   |
|    |    | |                                                      |                                      |                                                 |
| 4  | 4  | Un gâteau de lune pour Jessy / Rhume de trompe anglais : Moon Cake Madness / Trunk Trouble                               | - Noelle Wright - Phil Harnage                       | 3 mai 2017                           | 12 avril 2018                                   |
|    |    | |                                                      |                                      |                                                 |
| 5  | 5  | Costumes improvisés / Il faut sauver Page anglais : Behind the Scenes / Paperdoll in Peril                               | - Kati Rocky - Sharon Soboil                         | 4 mai 2017                           | 13 avril 2018                                   |
|    |    | |                                                      |                                      |                                                 |
| 6  | 6  | Chanter sous la pluie / Factrice de dernière minute anglais : Singing in the Rain / Mail Carrier Mayhem                  | - Kati Rocky - Sharon Soboil                         | 5 mai 2017                           | 16 avril 2018                                   |
|    |    | |                                                      |                                      |                                                 |
| 7  | 7  | Football ou mini-golf ? / Détective Ruby anglais : Going Golfing / Case of the Stolen Spectacles                         | - Kati Rocky - Phil Harnage                          | 6 mai 2017                           | 23 avril 2018                                   |
|    |    | |                                                      |                                      |                                                 |
| 8  | 8  | Baptême de l'air pour Chirpee / Pas de robe, pas de bal anglais : Up in the Air / Addressing the Problem                 | - Kati Rocky - Sharon Soboil                         | 7 mai 2017                           | 30 avril 2018                                   |
|    |    | |                                                      |                                      |                                                 |
| 9  | 9  | Ellie, reine de la scène / Cache-cache gourmand anglais : Happy Feet / Hide and Taste                                    | - Kati Rocky - Sharon Soboil                         | 8 mai 2017                           | 7 mai 2018                                      |
|    |    | |                                                      |                                      |                                                 |
| 10 | 10 | Kiki au bois dormant / Un jeu d'enfant anglais : Sleeping Kiki / Babysitter Blues                                        | - Phil Harnage - Sharon Soboil                       | 9 mai 2017                           | 14 mai 2018                                     |
|    |    | |                                                      |                                      |                                                 |
| 11 | 11 | Réveille-toi Kiki / Embouteillages au village Rainbow anglais : Wakey Wakey / Rules of the Road                          | - Dan Wicksman - Nuria Wicksman - Carter Crocker     | 10 mai 2017                          | 21 mai 2018                                     |
|    |    | |                                                      |                                      |                                                 |
| 12 | 12 | Des nouilles en pagaille / Tous au cirque pour Gina anglais : Oodles of Noodles / Ringmaster Ruby                        | - Dan Wicksman - Nuria Wicksman - Phil Harnage       | 11 mai 2017                          | 28 mai 2018                                     |
|    |    | |                                                      |                                      |                                                 |
| 13 | 13 | Un arc-en-ciel de fraîcheur / Voir, c'est croire anglais : A Colorful Way to Cool Off / Seeing Is Believing              | - Noelle Wright - Christopher Keenan - Sharon Soboil | 12 mai 2017                          | 4 juin 2018                                     |
|    |    | |                                                      |                                      |                                                 |
| 14 | 14 | Brushings et bigoudis / La glace, c'est classe ! anglais : Bad Hair Day / Ice Is Nice                                    | - Kati Rocky - Dev Ross                              | 13 mai 2017                          | 3 septembre 2018                                |
|    |    | |                                                      |                                      |                                                 |
| 15 | 15 | Jessy et le haricot magique / Les pas du pardon anglais : Big Baby / Public Apology                                      | - Dev Ross - Sharon Soboil                           | 14 mai 2017                          | 10 septembre 2018                               |
|    |    | |                                                      |                                      |                                                 |
| 16 | 16 | Sur la piste du trésor / Les raviolis du nouvel an anglais : A Treasure Lost / Dazzling Dumplings                        | - Sharon Soboil - Carter Crocker                     | 15 mai 2017                          | 17 septembre 2018                               |
|    |    | |                                                      |                                      |                                                 |
| 17 | 17 | La magie des plantes / Le mot magique anglais : How Does Your Garden Grow? / Mystery Gifts                               | - Kati Rocky - Dan Wicksman - Nuria Wicksman         | 16 mai 2017                          | 24 septembre 2018                               |
|    |    | |                                                      |                                      |                                                 |
| 18 | 18 | Train hors de contrôle / Fruits à la mode anglais : Train Stopping / All Dolled Up                                       | - Sharon Soboil - Christopher Keenan - Noelle Wright | 17 mai 2017                          | 1er octobre 2018                                |
|    |    | |                                                      |                                      |                                                 |
| 19 | 19 | Le monstre du lac / A la recherche de Tito anglais : The Rainbow Wave / The Best Pet You Never Met                       | - Dev Ross - Carter Crocker - Noelle Wright          | 18 mai 2017                          | 8 octobre 2018                                  |
|    |    | |                                                      |                                      |                                                 |
| 20 | 20 | Que la fête commence ! / Quel bazar ! anglais : Princely Party / What a Mess!                                            | - Dev Ross - Carter Crocker - Noelle Wright          | 19 mai 2017                          | 15 octobre 2018                                 |
|    |    | |                                                      |                                      |                                                 |
| 21 | 21 | Au secours de Doffy / Quelle bête l'a piqué ? anglais : Dolphin Dilemma / Ruby and the Beast                             | - Dev Ross - Noelle Wright - Christopher Keenan      | 20 mai 2017                          |                                                 |
|    |    | |                                                      |                                      |                                                 |
| 22 | 22 | Des chapeaux pour les oiseaux / Des poissons sur la glace anglais : Hat Trick / Dancing on Ice                           | - Soomin Lee - Dan Wicksman - Nuria Wicksman         | 21 mai 2017                          |                                                 |
|    |    | |                                                      |                                      |                                                 |
| 23 | 23 | Mais où est monsieur Lune ? / Bain moussant et bulles volantes anglais : When the Moon Was Missing / Trouble in a Bubble | - Carter Crocker                                     | 22 mai 2017                          | 29 octobre 2018                                 |
|    |    | |                                                      |                                      |                                                 |
| 24 | 24 | Qu'on est bien chez soi ! / Méli-mélo anglais : Home Sweet Home / Mixed Berries                                          | - Noelle Wright - Dan Wicksman - Nuria Wicksman      | 23 mai 2017                          | 5 novembre 2018                                 |
|    |    | |                                                      |                                      |                                                 |
| 25 | 25 | Un délicieux fruit / Gare aux bactéries ! anglais : Farm Fun / Tummy Trouble                                             | - Dev Ross - Sharon Soboil                           | 24 mai 2017                          |                                                 |
|    |    | |                                                      |                                      |                                                 |
| 26 | 26 | Trois petites étoiles / Le bijou de l'amitié anglais : Blast Off / The True Jewel                                        | - Kati Rocky - Carter Crocker                        | 25 mai 2017                          |                                                 |
|    |    | |                                                      |                                      |                                                 |